# 丰托沃村委员会
丰托沃村委员会（俄语：Фунтовский сельсовет）是俄罗斯联邦阿斯特拉罕州普里沃尔日耶区所属的一个村委员会。其下辖有3个居民点，行政中心为丰托沃第一。据2015年统计，该村委员会的人口为5046人。